# Молочник (посуд)

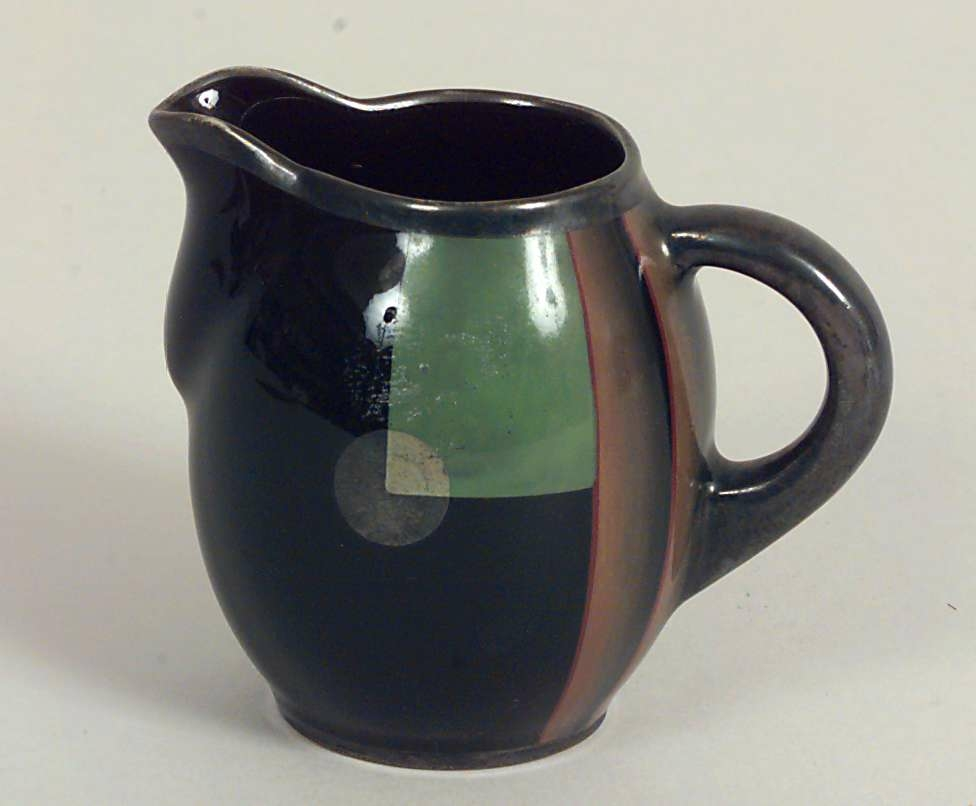
Молочник (1928)

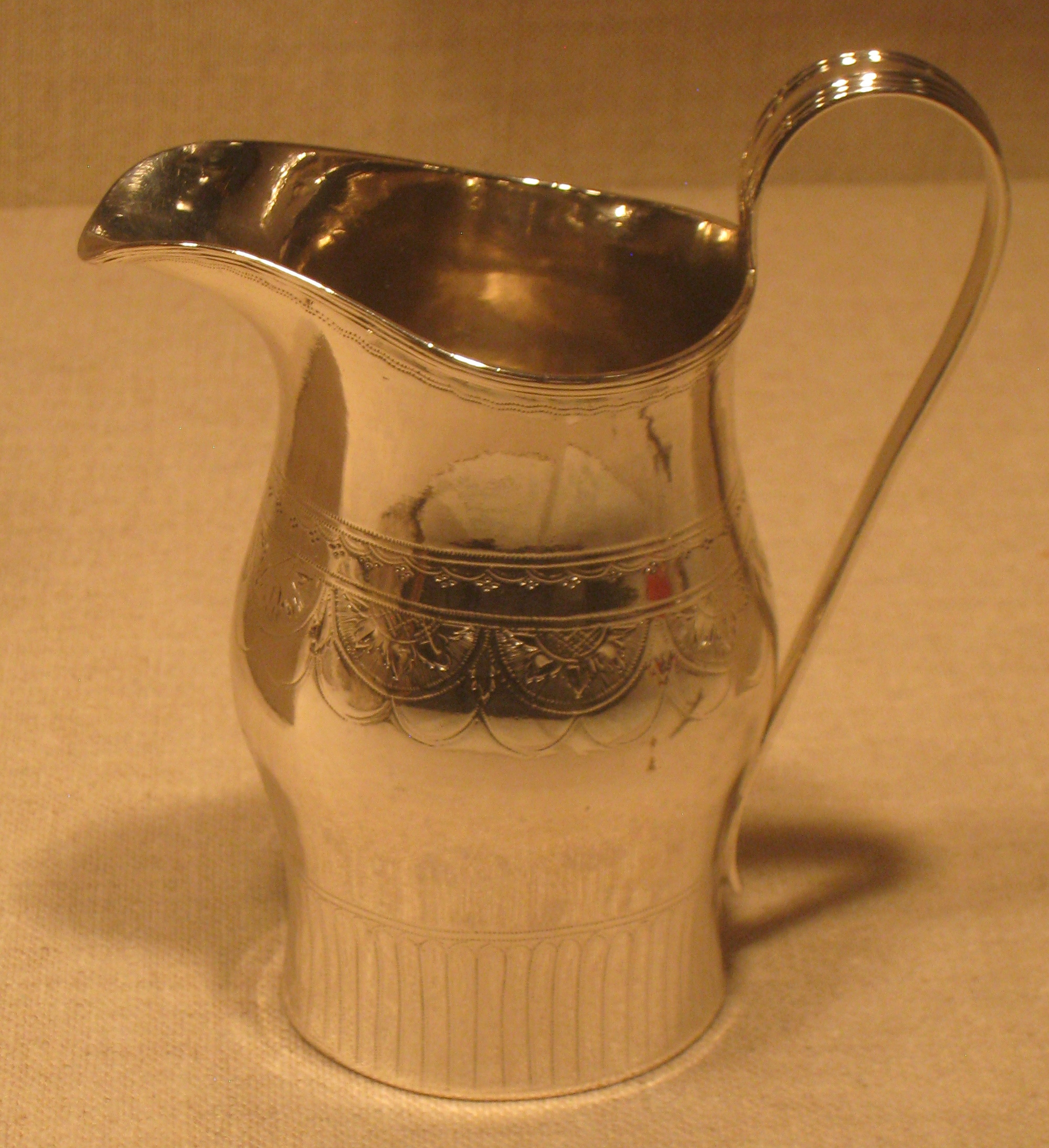

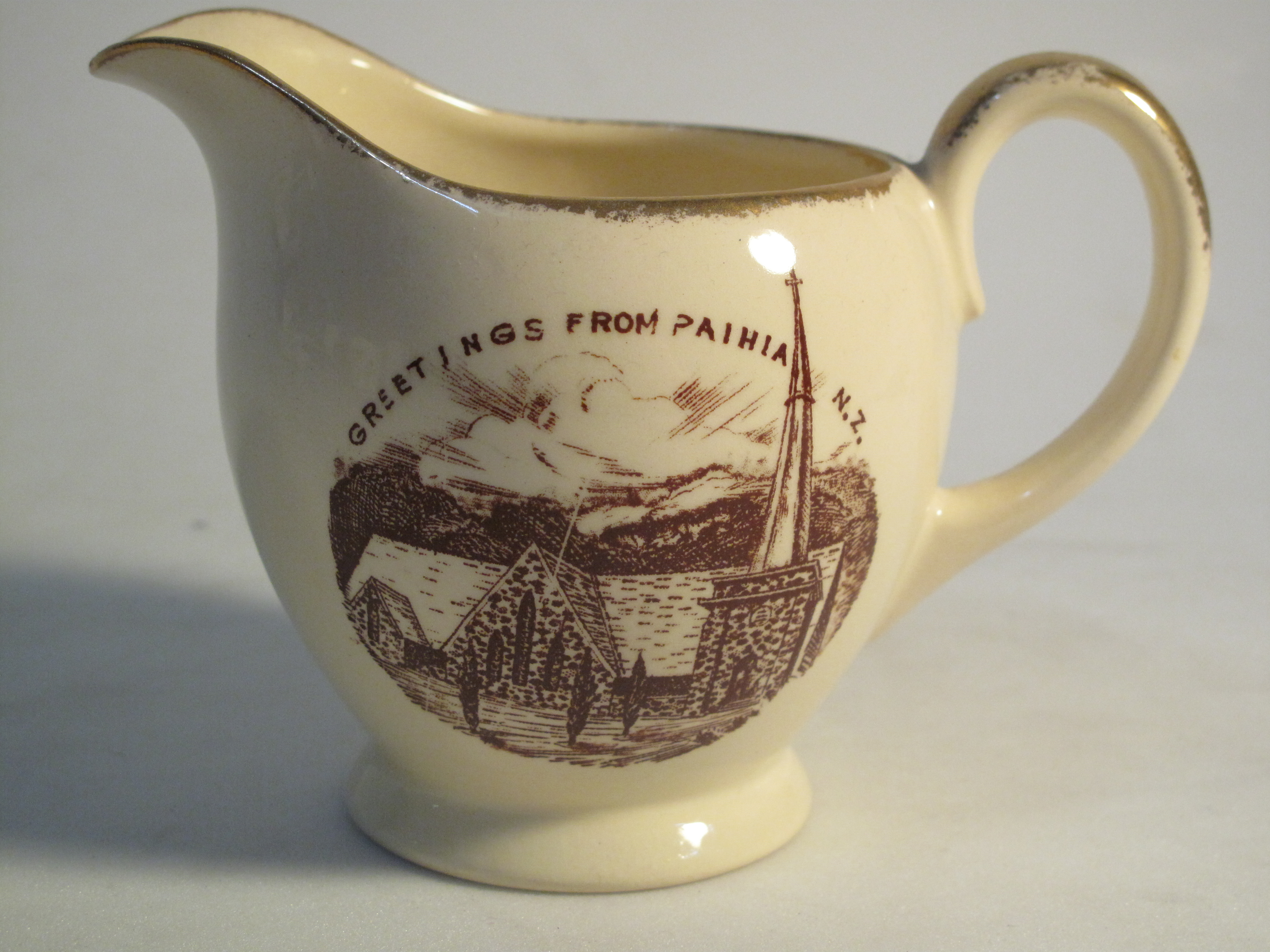

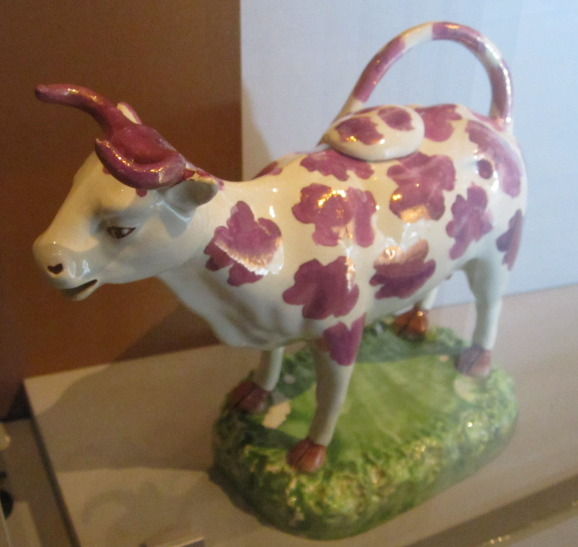
Молочник (1820-1840)

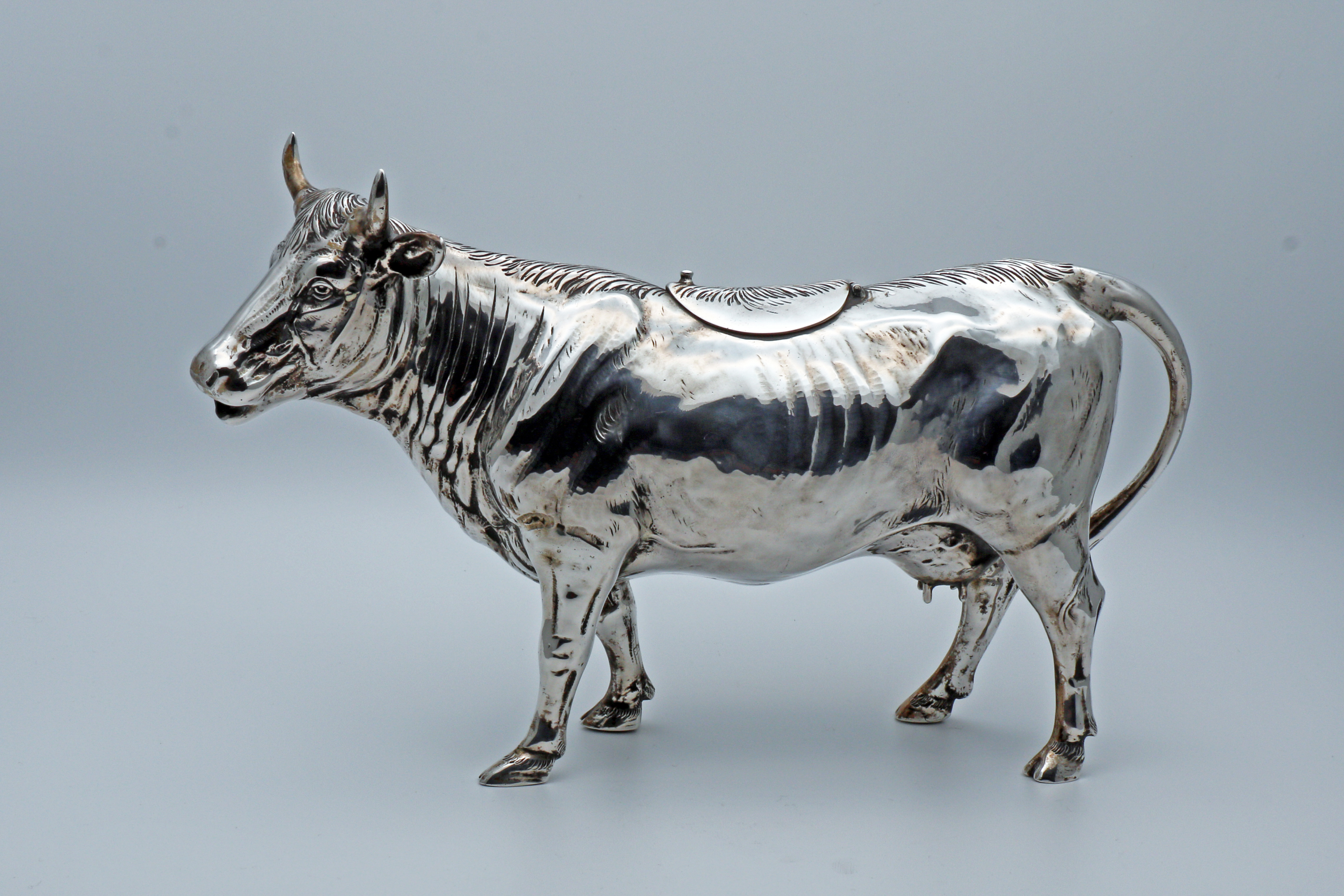
Срібний молочник (Німеччина, 1900-ті)

Молочник (також вершник, англ. Creamer) — посудина для молока або вершків, предмет чайного або кавового посуду, зазвичай грушоподібної форми  .
Спеціалізовані судини для сервірування молока існують принаймні кілька тисячоліть, але сучасні молочники з'явилися у Великій Британії, коли англійці почали додавати молоко і цукор у чай у 1720-х  (відсутні до часів королеви Анни).
Поява молочників запізнювалася в порівнянні з іншими елементами чайного сервізу, широкого поширення вони набули лише в 1740-і, коли срібні вироби, тоді на трьох ніжках (конструкція з однією опорою була популярна до 1730 і повернулася після 1760), стали популярними як подарунки.
Набори з чайника, цукорниці та молочника, об'єднаних єдиним дизайном, стали популярними за часів Георга III, хоча окремі зразки зрідка зустрічалися і раніше .

## У формі корови
Перші молочники у формі корови з'явилися у Середземномор'ї близько 3 тисяч років тому.
Завезені до Європи через Голландію молочники у формі корови стали широко популярними в Англії до 1740-х. Спочатку вони робилися з кераміки, але вже до 1750-х нідерландські майстри привнесли в Англію і срібні молочники (особливо виділяється роль Джона Шуппе, який переїхав до Англії в 1750). Л. Ллой-Джонс пояснює популярність цієї форми молочника в Англії повсюдним тяжінням англійців у той час до великої рогатої худоби - чи то у формі корови, неофіційного народного символу (Джон Буль зображувався у вигляді бика на карикатурах), інтересу жінок вищого суспільства до молока.
Порожня фігурка корови заповнюється через отвір у спині фігурки, молоко розливається через носик у морді корови, а ручка зображує хвіст. Корова зазвичай зображується стоячи, іноді на невисокому п'єдесталі, що зображує пасовище, іноді просто на чотирьох ногах. Вираз обличчя корови варіює в діапазоні від здивованого та безневинного до «повного ідіотизму». Верхній отвір прикритий кришечкою, що формою нагадує сідло.
Цей тип молочника випускається донині, хоч і сприймається як ексцентрична особливість британського столу, суперечить сучасної тенденції до точних ліній. Сучасні зразки не демонструють майстерності, характерної для виробів ХІХ століття: вони зазвичай примітивно стилізовані і виглядають безглуздо, Р. Котнер пояснює це не втратою навичок, а зниженою роллю корови в сучасній культурі. Незважаючи на гігантське число випущених молочників, вони рідко використовуються за призначенням.
Молочники у формі корів природно привернули увагу колекціонерів. Особливо виділяються дві колекції: Кейлер у гончарному музеї у Сток-он-Тренті (667 керамічних молочників епохи 1750-1825) та колекція Райс в Университете Тейлора в Індіані (США, 250 молочників).